# Vyjti zamuž za kapitana
Vyjti zamuž za kapitana (Выйти замуж за капитана) è un film del 1985 diretto da Vitalij Vjačeslavovič Mel'nikov.

## Trama
Il film racconta di una giovane donna indipendente che incontra il capitano e inizia a capire quanto sia bello sentirsi amati.